# Santa's Slay
Santa's Slay (No Brasil, Uma Noite de Fúria, em Portugal, Matança de Natal) é um filme sobre o Natal, do gênero terror e comédia do ano de 2005. Estrelado pelo ex-lutador profissional Bill Goldberg como Papai Noel. O filme foi escrito e dirigido por David Steiman.
Foi filmado em Edmonton e Wetaskiwin, Alberta, Canadá. O filme foi lançado para home-video pela Lionsgate Home Entertainment.

## Elenco
- Bill Goldberg as Santa
- Douglas Smith as Nicolas Yuleson
- Emilie de Ravin as Mary 'Mac' Mackenzie
- Robert Culp as Grandpa
- Dave Thomas as Pastor Timmons
- Saul Rubinek as Mr. Green
- Rebecca Gayheart as Gwen Mason
- Chris Kattan as Jason Mason
- Fran Drescher as Virginia Mason
- Alicia Lorén as Beth Mason
- Annie Sorell as Taylor Mason